# Ectropis divisaria
Ectropis divisaria là một loài bướm đêm trong họ Geometridae.